# Eloeophila serenensis
Eloeophila serenensis är en tvåvingeart som först beskrevs av Alexander 1940.  Eloeophila serenensis ingår i släktet Eloeophila och familjen småharkrankar. Inga underarter finns listade i Catalogue of Life.